# 太平洋沿岸阿薩巴斯卡語支
太平洋沿岸阿薩巴斯卡語支(Pacific Coast Athabaskan)為阿薩巴斯卡語系在地理上、亦可能是語系上的族群。

## 加利福尼亞阿薩巴斯卡語支
1. 胡帕語 (Hoopa-Chilula)(hup)
方言:
- 胡帕語
- 丘魯拉-威爾庫特語

- 丘魯拉語
- 威爾庫特語
2. 馬圖語
方言:
- 馬圖語
- 熊河地區語言

3. 威拉其語
方言:
- 新其翁語
- 威拉其語
- 南蓋圖語
- 拉西克語

4. 嘎圖語 (Kato) (有時包含鱔溪地區)

## 奧勒崗阿薩巴斯卡語支
4. 上安普瓜語
5. 土特尼語 ("土特尼河"或"下羅格河")
方言:
- 上科基爾語支

- 科基爾語
- 弗洛雷斯河語
- 土特尼語

- 土土坦語
- 米瓜拿坦語
- 約書亞語(Chemetunne)
- 瑟克斯語
- 皮斯托語(Chetleshin)
- 威斯特納丁語(Khwaishtunnetunnne)
- 尤克溪語
- 加斯達哥斯達語(Illinois River, Chastacosta, Chasta Kosta)

6. 嘎力斯語
方言:
- 嘎力斯語
- 阿普爾蓋特語(Nabiltse)

7. 特洛爾語
方言:
- 雀克語
- 史密斯河語